# Sete Gibernau
Manuel Gibernau Bultó, meglio conosciuto come Sete Gibernau (Barcellona, 15 dicembre 1972), è un pilota motociclistico spagnolo ritiratosi dall'attività agonistica.

## Carriera

### Gli inizi
Nipote di Francisco Bultó, fondatore di Montesa e Bultaco, dopo aver vinto nel 1991 il campionato spagnolo juniores classe 125 con una Cagiva, nel 1992 ottiene i primi punti in un contesto internazionale partecipando al campionato europeo Classe 250. Dal 1992 al 1995 è stato collaudatore nella classe 250, prima con la Yamaha (dal '92 al '94) e poi con la Honda nel '95, correndo in ogni anno un Gran Premio, ma senza ottenere punti. Il suo primo anno a tempo pieno nel motomondiale fu nel 1996, sempre nella "quarto di litro", con una Honda RS250R del team AXO San Patrignano. In quella stagione ottenne 20 punti in classifica, giungendo 22º nella classifica finale; il suo miglior risultato è stato un ottavo posto al GP del Brasile. Nel finale di stagione passò alla Yamaha YZR 250 nel team di Wayne Rainey.

### Classe 500
Nel 1997, sempre con il team Rainey Yamaha, passò alla classe 500, terminando la stagione 13º con 56 punti e ottenendo come miglior risultato un sesto posto in Australia. Nel 1998 passò al team Repsol Honda, che gli affidò la NSR 500 V2 bicilindrica, e si piazzò 11º con 72 punti, ottenendo un terzo posto al GP di Madrid. L'anno successivo inizia la stagione con la NSR 500 V2, ma, complice anche l'infortunio di Doohan, la Honda decise di affidare a Gibernau la NSR 500, i risultati stagionali furono: 4 podi (secondo al GP del Sudafrica e terzo al GP di Spagna, di Catalogna e d'Olanda) e 165 punti, che gli fruttarono il quinto posto finale. In questa stagione è stato costretto a saltare il GP di Gran Bretagna a causa di un infortunio.
Nel 2000, confermato sulla Honda NSR 500, ottiene una pole position in Sudafrica e come miglior risultato in gara un sesto posto al GP della Repubblica Ceca; termina la stagione 15º con 72 punti. Nel 2001 viene ingaggiato dal team Telefonica Movistar Suzuki, con compagno di squadra Kenny Roberts Jr. Con la Suzuki RGV Γ 500 ottenne la sua prima vittoria in un Gran Premio (al GP della Comunità Valenciana), riuscendo ad accumulare 119 punti e terminando la stagione 9º.

### MotoGP
Il primo anno nella MotoGP, il 2002, fu negativo: terminò la stagione 16º con 51 punti e come miglior risultato in gara ottenne un quarto posto in Repubblica Ceca. L'unico acuto in Portogallo, quando sotto il diluvio rimase in testa fino a 4 giri dalla fine, quando cadde lasciando la vittoria a Valentino Rossi.
A partire dalla stagione 2003 passa al team Honda Gresini di Fausto Gresini, in questa annata, dopo la morte del compagno di squadra Daijirō Katō, ebbe la possibilità di guidare la RC211V ufficiale, con cui conquistò quattro vittorie (Sudafrica, Francia, Paesi Bassi e Germania), cinque secondi posti (Gran Bretagna, Repubblica Ceca, Brasile, Malesia e Comunità Valenciana), un terzo posto in Catalogna, una pole position in Sudafrica ed il secondo posto finale con 277 punti.
Nel 2004 il risultato finale fu lo stesso della stagione precedente: secondo posto finale, frutto di quattro vittorie (Spagna, Francia, Repubblica Ceca e Qatar), quattro secondi posti (Italia, Catalogna, Paesi Bassi e Australia), due terzi posti (Sudafrica e Gran Bretagna), cinque pole position (Francia, Italia, Catalogna, Repubblica Ceca e Australia) e 257 punti totali. In questa stagione il suo compagno di squadra è stato Colin Edwards.

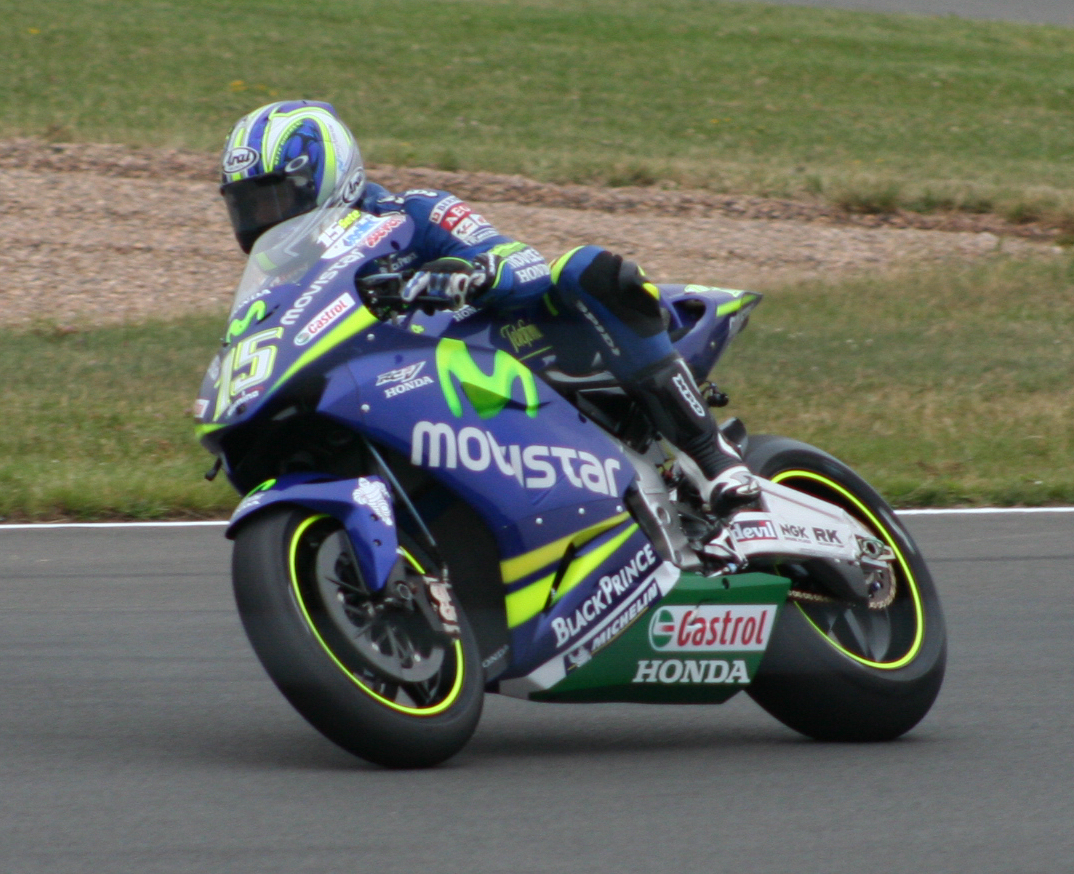
Gibernau in sella alla Honda nel 2005.

Il 2005, pur rimanendo nel team Gresini, la Honda decise di affidargli lo sviluppo della moto ufficiale. Nella prima gara della stagione, il GP di Spagna sul circuito di Jerez, mentre era in testa, viene sorpassato da Valentino Rossi all'ultima curva, finendo fuori pista a causa del contatto tra i due. Riesce a rientrare in pista ed a terminare la gara comunque al secondo posto. Al GP della Repubblica Ceca finisce la benzina all'ultimo giro mentre era in seconda posizione. Finisce la stagione senza vincere nessuna gara, con 150 punti ed il 7º posto finale. Ha ottenuto altri tre secondi posti (Francia, Catalogna e Germania) e cinque pole position (Cina, Catalogna, Repubblica Ceca, Turchia e Comunità Valenciana). In questa stagione il suo compagno di squadra è stato Marco Melandri.

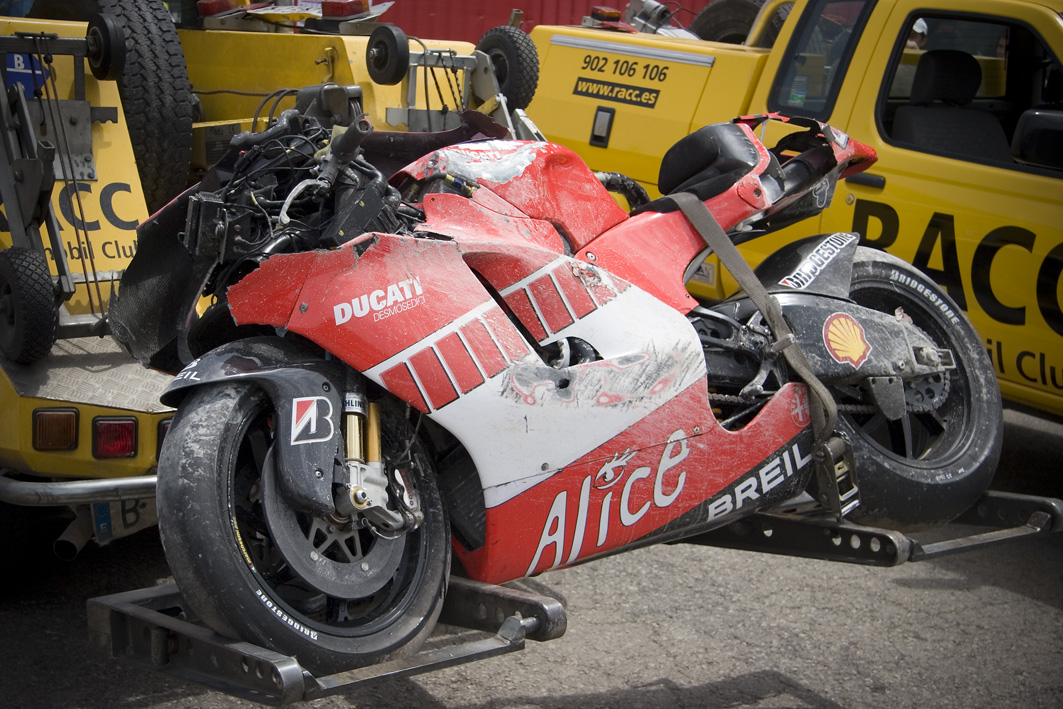
La Ducati GP6 di Gibernau dopo l'incidente a Montmeló.

Nel 2006 passa alla Ducati Desmosedici del team Ducati Marlboro, con compagno di squadra Loris Capirossi, ottiene come miglior risultato tre quarti posti (Qatar, Australia e Giappone) e una pole position in Italia. Nel Gran Premio di Catalogna il pilota si infortuna gravemente dopo un incidente con alcuni piloti. Salta le successive due gare, ma anche dopo il rientro il suo rendimento è condizionato dai postumi dell'infortunio, tanto che salta anche il GP di Repubblica Ceca, dopo essere tornato a correre. Un altro infortunio nel GP di Portogallo gli impedisce di disputare la successiva gara a Valencia. Termina la stagione 13º con 95 punti. L'8 novembre 2006 in una conferenza stampa a Montmeló annuncia l'addio alle corse, nonostante la Kawasaki gli avesse offerto un contratto per la stagione 2007.

### 2009 e 2019: sporadici ritorni alle competizioni
Nel 2009 torna a gareggiare nel motomondiale come pilota titolare, in sella alla Ducati Desmosedici del team Grupo Francisco Hernando, ma dopo il GP degli USA, in seguito al ritiro dello sponsor principale della squadra, è costretto ad abbandonare in anticipo il campionato. In questa stagione è stato costretto a saltare i GP di Francia e d'Italia, a causa di un infortunio (sempre alla clavicola) nelle prove libere di Francia. Avendo disputato solo sei gare, termina la stagione 19º con 12 punti e ha ottenuto come miglior risultato un undicesimo posto in Spagna.
Nella stagione 2017 è analista tecnico per il team Repsol Honda di Daniel Pedrosa.
Nel novembre 2018, è stato ufficializzato che Gibernau torna a gareggiare nel motomondiale nella stagione 2019 in MotoE; alla guida dell'Energica del team Join Contract Pons 40. Ottiene, come miglior risultato in gara, un sesto posto in Austria e chiude la stagione all'undicesimo posto in classifica piloti con 38 punti.

## Risultati nel motomondiale

### Classe 250
| 1992 | Classe | Moto   |  |  |  |    |  |  |  |  |  |  |  |  |  |  |  | Punti | Pos. |
| ---- | ------ | ------ |  |  |  | -- |  |  |  |  |  |  |  |  |  |  |  | ----- | ---- |
| 1992 | 250    | Yamaha |  |  |  | 27 |  |  |  |  |  |  |  |  |  |  |  | 0     |      |

| 1993 | Classe | Moto   |  |  |  |  |  |  |  |  |  |  |  |  |  |     |  | Punti | Pos. |
| ---- | ------ | ------ |  |  |  |  |  |  |  |  |  |  |  |  |  | --- |  | ----- | ---- |
| 1993 | 250    | Yamaha |  |  |  |  |  |  |  |  |  |  |  |  |  | Rit |  | 0     |      |

| 1994 | Classe | Moto   |  |  |  |  |  |  |  |  |  |  |  |  |  |    |  | Punti | Pos. |
| ---- | ------ | ------ |  |  |  |  |  |  |  |  |  |  |  |  |  | -- |  | ----- | ---- |
| 1994 | 250    | Yamaha |  |  |  |  |  |  |  |  |  |  |  |  |  | 21 |  | 0     |      |

| 1995 | Classe | Moto  |  |  |  |  |  |  |  |  |  |  |  |  |     |  |  | Punti | Pos. |
| ---- | ------ | ----- |  |  |  |  |  |  |  |  |  |  |  |  | --- |  |  | ----- | ---- |
| 1995 | 250    | Honda |  |  |  |  |  |  |  |  |  |  |  |  | Rit |  |  | 0     |      |

| 1996 | Classe | Moto           |     |    |    |    |    |     |     |    |    |    |    |    |     |   |     | Punti | Pos. |
| ---- | ------ | -------------- | --- | -- | -- | -- | -- | --- | --- | -- | -- | -- | -- | -- | --- | - | --- | ----- | ---- |
| 1996 | 250    | Honda e Yamaha | Rit | 17 | 20 | 11 | 24 | Rit | Rit | 19 | 11 | 18 | 14 | 18 | Rit | 8 | Rit | 20    | 21º  |

| Legenda | 1º posto        | 2º posto            | 3º posto            | A punti      | Senza punti        | Grassetto – Pole position Corsivo – Giro più veloce |
| Legenda | Gara non valida | Non qual./Non part. | Ritirato/Non class. | Squalificato | '-' Dato non disp. | Grassetto – Pole position Corsivo – Giro più veloce |

### Classe 500
| 1997 | Classe | Moto   |   |     |   |   |     |    |    |    |   |     |     |     |     |   |   |  | Punti | Pos. |
| ---- | ------ | ------ | - | --- | - | - | --- | -- | -- | -- | - | --- | --- | --- | --- | - | - |  | ----- | ---- |
| 1997 | 500    | Yamaha | 9 | Rit | 9 | 9 | Rit | 13 | 19 | 11 | 7 | Rit | Rit | Rit | Rit | 8 | 6 |  | 56    | 13º  |

| 1998 | Classe | Moto  |    |     |    |    |    |   |     |     |     |   |   |   |     |   |  |  | Punti | Pos. |
| ---- | ------ | ----- | -- | --- | -- | -- | -- | - | --- | --- | --- | - | - | - | --- | - |  |  | ----- | ---- |
| 1998 | 500    | Honda | 10 | Rit | 12 | 14 | 10 | 3 | Rit | Rit | Rit | 6 | 8 | 4 | Rit | 9 |  |  | 72    | 11º  |

| 1999 | Classe | Moto  |    |   |   |   |   |   |   |    |   |    |    |   |   |   |   |   | Punti | Pos. |
| ---- | ------ | ----- | -- | - | - | - | - | - | - | -- | - | -- | -- | - | - | - | - | - | ----- | ---- |
| 1999 | 500    | Honda | 10 | 5 | 3 | 4 | 6 | 3 | 3 | NP | 9 | 10 | 10 | 9 | 6 | 2 | 5 | 6 | 165   | 5º   |

| 2000 | Classe | Moto  |     |   |     |     |    |    |     |   |   |   |   |     |   |   |    |     | Punti | Pos. |
| ---- | ------ | ----- | --- | - | --- | --- | -- | -- | --- | - | - | - | - | --- | - | - | -- | --- | ----- | ---- |
| 2000 | 500    | Honda | Rit | 7 | Rit | Rit | 15 | 10 | Rit | 7 | 8 | 8 | 6 | Rit | 8 | 7 | 12 | Rit | 72    | 15º  |

| 2001 | Classe | Moto   |     |    |    |   |   |   |   |    |    |   |     |   |   |   |   |    | Punti | Pos. |
| ---- | ------ | ------ | --- | -- | -- | - | - | - | - | -- | -- | - | --- | - | - | - | - | -- | ----- | ---- |
| 2001 | 500    | Suzuki | Rit | 10 | 10 | 9 | 6 | 5 | 7 | 11 | 10 | 8 | Rit | 1 | 9 | 9 | 8 | 12 | 119   | 9º   |

| Legenda | 1º posto        | 2º posto            | 3º posto            | A punti      | Senza punti        | Grassetto – Pole position Corsivo – Giro più veloce |
| Legenda | Gara non valida | Non qual./Non part. | Ritirato/Non class. | Squalificato | '-' Dato non disp. | Grassetto – Pole position Corsivo – Giro più veloce |

### MotoGP
| 2002 | Classe | Moto   |     |    |   |    |     |     |     |   |     |   |     |   |     |    |    |    |  |  | Punti | Pos. |
| ---- | ------ | ------ | --- | -- | - | -- | --- | --- | --- | - | --- | - | --- | - | --- | -- | -- | -- |  |  | ----- | ---- |
| 2002 | MotoGP | Suzuki | Rit | 16 | 9 | 12 | Rit | Rit | Rit | 6 | Rit | 4 | Rit | 8 | Rit | 14 | 12 | 13 |  |  | 51    | 16º  |

| 2003 | Classe | Moto  |   |   |     |   |   |   |   |   |   |   |   |   |   |   |   |   |  |  | Punti | Pos. |
| ---- | ------ | ----- | - | - | --- | - | - | - | - | - | - | - | - | - | - | - | - | - |  |  | ----- | ---- |
| 2003 | MotoGP | Honda | 4 | 1 | Rit | 1 | 7 | 3 | 1 | 2 | 1 | 2 | 4 | 2 | 4 | 2 | 4 | 2 |  |  | 277   | 2º   |

| 2004 | Classe | Moto  |   |   |   |   |   |   |     |     |   |   |   |   |   |   |   |   |  |  | Punti | Pos. |
| ---- | ------ | ----- | - | - | - | - | - | - | --- | --- | - | - | - | - | - | - | - | - |  |  | ----- | ---- |
| 2004 | MotoGP | Honda | 3 | 1 | 1 | 2 | 2 | 2 | Rit | Rit | 3 | 1 | 4 | 6 | 1 | 7 | 2 | 4 |  |  | 257   | 2º   |

| 2005 | Classe | Moto  |   |     |   |   |     |   |   |   |     |   |     |     |     |   |   |   |     |  | Punti | Pos. |
| ---- | ------ | ----- | - | --- | - | - | --- | - | - | - | --- | - | --- | --- | --- | - | - | - | --- |  | ----- | ---- |
| 2005 | MotoGP | Honda | 2 | Rit | 4 | 2 | Rit | 2 | 5 | 5 | Rit | 2 | Rit | Rit | Rit | 5 | 5 | 4 | Rit |  | 150   | 7º   |

| 2006 | Classe | Moto   |     |   |    |   |   |   |     |     |     |   |    |     |   |   |   |     |     |  | Punti | Pos. |
| ---- | ------ | ------ | --- | - | -- | - | - | - | --- | --- | --- | - | -- | --- | - | - | - | --- | --- |  | ----- | ---- |
| 2006 | MotoGP | Ducati | Rit | 4 | 11 | 9 | 8 | 5 | Rit | Inf | Inf | 8 | 10 | Inf | 5 | 4 | 4 | Rit | Inf |  | 95    | 13º  |

| 2009 | Classe | Moto   |    |     |    |    |     |    |    |     |  |  |  |  |  |  |  |  |  |  | Punti | Pos. |
| ---- | ------ | ------ | -- | --- | -- | -- | --- | -- | -- | --- |  |  |  |  |  |  |  |  |  |  | ----- | ---- |
| 2009 | MotoGP | Ducati | 13 | Rit | 11 | NQ | Inf | 15 | 13 | Rit |  |  |  |  |  |  |  |  |  |  | 12    | 19º  |

| Legenda | 1º posto        | 2º posto            | 3º posto            | A punti      | Senza punti        | Grassetto – Pole position Corsivo – Giro più veloce |
| Legenda | Gara non valida | Non qual./Non part. | Ritirato/Non class. | Squalificato | '-' Dato non disp. | Grassetto – Pole position Corsivo – Giro più veloce |

### MotoE
| 2019 | Classe | Moto     |   |   |   |     |    |   |  |  |  |  | Punti | Pos. |
| ---- | ------ | -------- | - | - | - | --- | -- | - |  |  |  |  | ----- | ---- |
| 2019 | MotoE  | Energica | 9 | 6 | 9 | Rit | 11 | 7 |  |  |  |  | 38    | 11º  |

| Legenda | 1º posto        | 2º posto            | 3º posto            | A punti      | Senza punti        | Grassetto – Pole position Corsivo – Giro più veloce |
| Legenda | Gara non valida | Non qual./Non part. | Ritirato/Non class. | Squalificato | '-' Dato non disp. | Grassetto – Pole position Corsivo – Giro più veloce |